# 政田マリ
政田 マリ（まさだ マリ、1975年11月24日 - ）は、広島県広島市出身の仏像ナビゲーター、グラフィックデザイナー、元ラジオDJ・テレビラジオリポーター。

## 来歴
広島県広島市安佐北区高陽出身。広島県立高陽高校卒業後、京都精華大学へ進学し、卒業後は広島の出版社勤務を経て関西でグラフィックデザイナーとして活動。2001年よりともだち事務所に所属し、テレビ・ラジオを舞台にパーソナリティー、リポーターとして活動。2011年、KBS京都「森谷威夫のお世話になります」のラジオカーリポーターを卒業後、京都観光ガイドを経て、仏像ナビゲーターとして活動を始める。2012年11月の結婚を機に故郷広島に拠点を移す。

## 出演

### 現在
- TSSテレビ新広島 情報番組「ひろしま満点ママ!!」 - 金曜レギュラーコメンテーター（2021年以降は山内泰幸と交互出演が多いが、時折山内と同時出演の場合もあり）
  - 金曜コーナー「そうだ お寺、見に行こう。」（2022年7月 - ）ナビゲーター（休演日は山内が担当の『ちょこっとスポラバ』を放送。山内と同時出演の場合どちらのコーナーを放送するかが異なる）

### 過去
- KBS京都テレビ「ダルコロ」「しゃべりっぱなし」
- BBCびわ湖放送「健康しが21」 - リポーター
- サンテレビ「テレカレ探検隊」 - リポーター
- KBS京都ラジオ
  - 「森谷威夫のお世話になります」 - ラジオカーリポーター
  - 「まさにマリィの京都生活」 - パーソナリティー
- MBSラジオ「イッツ商タイム」 - アシスタントMC
- FM大阪「club DAM MUSIC cyber」 - パーソナリティー
- BS日テレ「ぶらぶら美術・博物館」 - 仏像ナビゲーター
- BS朝日「京都ぶらり歴史探訪」 - 仏像ナビゲーター

## 経歴
- 2013年にガンで闘病している。

## 書籍
- 見るだけですっきりわかる仏さま（2017年8月30日、三交社） ISBN 978-4879190390